# Новоставці (Рівненський район)
Новоста́вці — село у складі Бугринської громади Рівненського району Рівненської області. Розташоване на березі річки Місток, лівої притоки Горині. Населення становить — 470 осіб.

## Історія
Перша згадка датується 1547 роком. За часів Речі Посполитої в селі була римо-католицька каплиця, що належала до парафії в Тайкурах.
У 1906 році село Бугринської волості Острозького повіту Волинської губернії. Відстань від повітового міста 23 верст, від волості 3. Дворів 110, мешканців 642.

## Населення

### Мова
Розподіл населення за рідною мовою за даними перепису 2001 року:
| Мова       | Кількість | Відсоток |
| ---------- | --------- | -------- |
| українська | 469       | 99.79%   |
| російська  | 1         | 0.21%    |
| Усього     | 470       | 100%     |